# Георгиевский собор (Юрьев-Польский)
Гео́ргиевский собо́р — православный храм в городе Юрьеве-Польском Владимирской области, расположенный на территории древнего детинца, в кольце земляных валов XII века, оставшихся от городского кремля. Сооружён в 1230—1234 годах князем Святославом Всеволодовичем. Последний большой белокаменный храм, который успели возвести на Руси до татаро-монгольского нашествия. Значительно перестроен в 1471 году.

## История

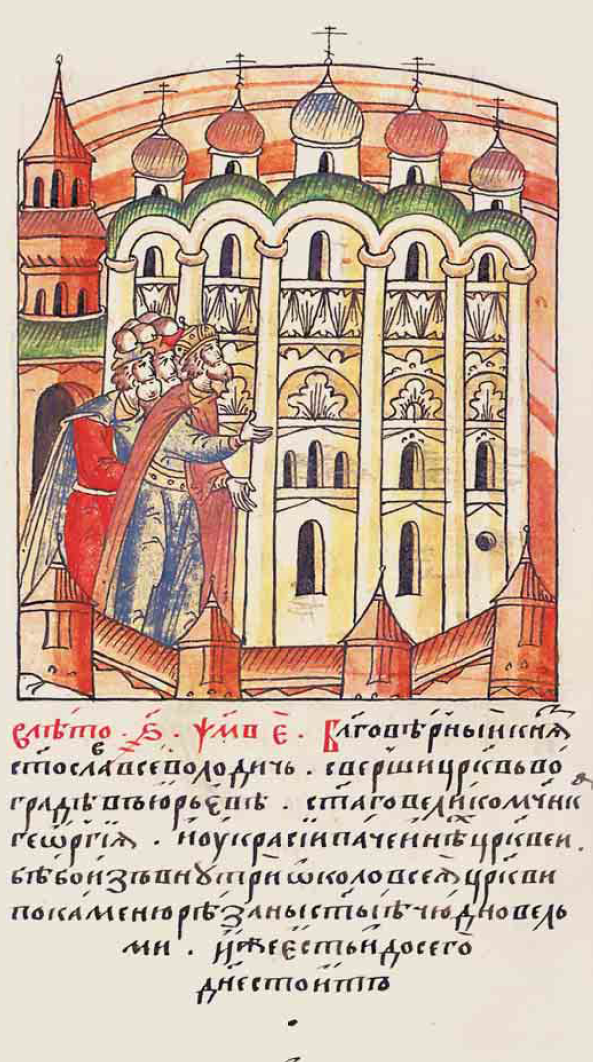
Лицевой летописный свод (Т. 5, С. 309): «В лето 6742-е благоверныи князь Святослав Всеволодичь сверши церковь во граде в Юрьеве святаго великомученика Георгия и украси и паче инех церквей, бе бо изъвнутри около всея церкви по каменю резаны святые чюдно вельми, иже есть и до сего дне стоит»

Традиционно считалось, что собор построен на фундаменте белокаменной церкви Георгия, которая была сооружена в 1152 году при основании города Юрием Долгоруким. Археологические исследования последних лет показали, что храм 1152 года возможно находился на другом месте (где именно, пока неизвестно). По всей видимости, первоначальная церковь мало чем отличалась от храма Бориса и Глеба в Кидекше под Суздалем, Спаса в Переславле-Залесском.
В 1230 году Святослав, сын Всеволода III Большое Гнездо, разобрал церковь, которая «обветшала и поломалася». Вместо неё четыре года спустя он соорудил «церковь чудну зело, вельми украси ю резным камением от подошвы и до верху». По утверждению Тверской летописи, Святослав Всеволодович «сам бе мастер», то есть выступал в качестве архитектора и руководил строительной артелью. Такой же точки зрения придерживаются современные исследователи.
На стенах собора имелись уникальные рельефы, часть которых была утрачена. До нашего времени дошло около 450 резных белокаменных фрагментов, среди которых есть изображения святых, а также животных, птиц и грифонов. Георгиевский собор является единственным древнерусским храмом с изображением слона.
Не ранее 1252 года и не позднее конца XIV века к северо-восточному углу храма был пристроен Троицкий придел, куда было перенесено погребение Святослава Всеволодовича.
В XV веке значительная часть здания обрушилась. В 1471 году силами Василия Ермолина по приказу великого князя московского Ивана III собор был восстановлен, но потерял первоначальные пропорции и стал значительно более приземистым. При этом, зодчий, понимая значение исторического сооружения, не заменил обрушившиеся части здания кирпичной кладкой, а собрал все белокаменные блоки и украшавшие их рельефы. Однако, не имея зарисовок храма и его точного плана, он большинство камней поставил произвольно, перепутав сюжеты, в результате чего образовался своеобразный «ребус» из белокаменных рельефов.
После восстановления в 1471 году от собора 1230—1234 годов сохранились: с запада — первый ярус притвора и северная половина стены до верха аркатурно-колончатого пояса; с востока — цоколь апсид; с юга — притвор и прилегающие стены (ближе к углам они сохранились лишь до цоколя); с севера — притвор и наиболее значительная часть стен собора (на центральном и западном пряслах уцелел аркатурно-колончатый пояс).
Восстановленное Ермолиным здание не раз подвергалось новым изменениям и обстройкам. В середине XVII века позакомарное покрытие сводов было заменено на четырёхскатную кровлю, а над западным притвором появилась шатровая колокольня. В 1781 году к храму была пристроена четырёхъярусная колокольня, в 1817 году расширили Троицкий придел, который превратился в полноценный храм, в 1827 году с южной стороны была пристроена ризница. Древний храм буквально утонул в позднейших пристройках. Печальное состояние древнего памятника церковного зодчества обратило на себя внимание специалистов по культуре Древней Руси. В частности, об этом с сокрушением писал Никодим Кондаков. Впервые предложил освободить древний храм от пристроек XVIII—XIX веков протоиерей Александр Знаменский, который был настоятелем храма с 1889 по 1917 год. Вместо гипертрофированного Троицкого придела поблизости был построен новый Троицкий собор (освящён в 1915 году), однако разборка пристроек до Октябрьской революции 1917 года так и не началась.
В 1923 году храм был закрыт. В 1923—1936 годах колокольня, ризница и тёплый придел были разобраны при реставрационных работах, которыми руководили Пётр Барановский и Игорь Грабарь. Последующие реставрации собора проводились в 1957—1962 и 1980-х годах.
Георгием Вагнером полностью или частично реконструированы композиции: «Троица», «Распятие», «Семь спящих отроков эфесских», «Даниил во рву львином», «Три отрока в пещи огненной», «Вознесение Александра Македонского». По завершении полевой, трудоемкой и тщательной работы Г. К. Вагнер опубликовал монографию, специальная глава которой содержит сюжет о главном мастере, чье имя он попытался установить. И ранее различными авторами делались допущения относительно архитектора и автора скульптурного украшения собора. Г. Вагнер, по рассчетам которого в строительстве храма участвовали от 8—9 до 11 мастеров, в статье, написанной позднее, подробно аргументировал гипотезу о том, что главным был мастер, исполнивший два рельефа Спаса Нерукотворного на стене северного притвора над входом — правый из них с надписью, которую он считал автографом самого мастера.
В конце 2015 года распоряжением Правительства России Георгиевский собор признан особо ценным объектом культурного наследия народов Российской Федерации.
В 2017 году стал доступным архив реставратора Петра Барановского, посвятившего исследованиям Георгиевского собора почти сорок лет. Эти документы дают представление о первоначальном облике памятника и оказывают большую помощь в разработке программы по его спасению (воссозданию). По состоянию на май 2019 года Георгиевский собор, являющийся памятником федерального значения, из-за стремительного разрушения уже нуждался в срочной реставрации. Так как восстановление собора должно проводиться на научной основе, предыдущий проект реставрации, дополненный исследованиями, доработается. На доработку проекта изысканий Минкульт выделяет средства.
| |  |  |
| Слева направо: Аркатурно-колончатый пояс; Сергей Заграевский. Реконструкция первоначального вида Георгиевского собора; Георгиевский собор в конце XIX века |  |  |

## Святославов крест
Так называемый «Святославов крест» — вырезанная из камня многочастная икона, представляющая собой скульптурную композицию с изображением Распятия Иисуса Христа с предстоящими, первоначально располагавшаяся в центральной закомаре одного из фасадов Георгиевского собора. В настоящее время экспонируется в интерьере храма и является частью коллекции Юрьев-Польского историко-архитектурного и художественного музея. Традиция связывает поставление креста с князем Юрьевским Святославом Всеволодовичем, ставшим впоследствии на короткое время великим князем Владимирским.